# Concistori di papa Adriano VI

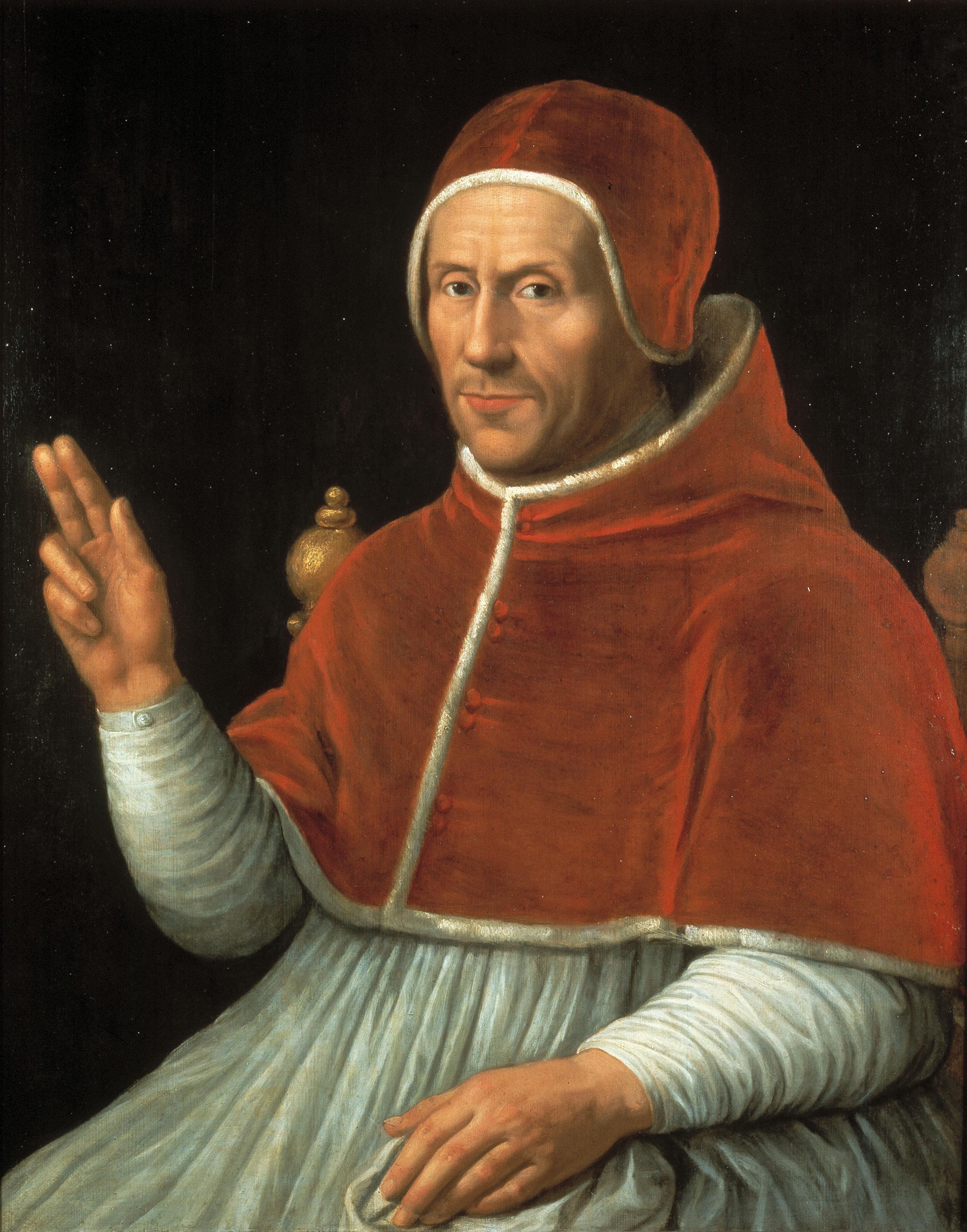
Papa Adriano VI

Questa voce raccoglie l'elenco completo dei concistori per la creazione di nuovi cardinali presieduti da papa Adriano VI, con l'indicazione dell'unico cardinale creato. Secondo alcune fonti, il pontefice creò cardinale anche monsignor Fabian Luzjański, vescovo di Varsavia, ma questi morì prima del concistoro.

## 10 settembre 1523
- Willem Enckenwoirt, vescovo di Tortosa; creato cardinale presbitero dei Santi Giovanni e Paolo; deceduto il 19 luglio 1534.

## Fonti
- (EN) Current and historical information about the Bishops and Dioceses of the Catholic Hierarchy around the world, su catholic-hierarchy.org.
- (EN) Salvador Miranda, Adrien VI, su fiu.edu – The Cardinals of the Holy Roman Church, Florida International University. URL consultato il 30 luglio 2015.